# Númenors regenter
Detta är en lista över den fiktiva platsen Númenors regenter i J. R. R. Tolkiens sagovärld.
| Ordningsföljd | Quenya                             | Adûnaiska     | Regeringstid (Andra Åldern) |
| ------------- | ---------------------------------- | ------------- | --------------------------- |
| 1             | Elros Tar-Minyatur                 | Gimilzôr      | 32-442                      |
| 2             | Vardamir Nólimon                   | Zimravrati    | 442                         |
| 3             | Tar-Amandil                        | Ar-Aphanuzîr  | 442-590                     |
| 4             | Tar-Elendil                        | Ar-Gimilzîr   | 590-740                     |
| 5             | Tar-Meneldur                       | Ar-Minûlzûr   | 740-883                     |
| 6             | Tar-Aldarion                       | Anardil       | 883-1075                    |
| 7             | Tar-Ancalimë (första drottningen)  |               | 1075-1280                   |
| 8             | Tar-Anárion                        |               | 1280-1394                   |
| 9             | Tar-Súrion                         |               | 1394-1556                   |
| 10            | Tar-Telperiën (andra drottningen)  |               | 1556-1731                   |
| 11            | Tar-Minastir                       |               | 1731-1869                   |
| 12            | Tar-Ciryatan                       | Ar-Balkumagan | 1869-2029                   |
| 13            | Tar-Atanamir den store             |               | 2029-2221                   |
| 14            | Tar-Ancalimon                      |               | 2221-2386                   |
| 15            | Tar-Telemmaitë                     |               | 2386-2526                   |
| 16            | Tar-Vanimeldë (tredje drottningen) |               | 2526-2637                   |
| 17            | Tar-Alcarin                        |               | 2657-2737                   |
| 18            | Tar-Calmacil                       | Ar-Belzagar   | 2737-2825                   |
| 19            | Tar-Ardamin                        | Ar-Abattarîk  | 2825-2899                   |
| 20            | Tar-Herunúmen                      | Ar-Adûnakhôr  | 2899-2962                   |
| 21            | Tar-Hostamir                       | Ar-Zimrathôn  | 2962-3033                   |
| 22            | Tar-Falassion                      | Ar-Sakalthôr  | 3033-3102                   |
| 23            | Tar-Telemnar                       | Ar-Gimilzôr   | 3102-3177                   |
| 24            | Tar-Palantir                       | Ar-Inziladûn  | 3177-3255                   |
| 25            | Tar-Calion                         | Ar-Pharazôn   | 3255-3319                   |

## Elros Tar-Minyatur
Se: Elros.

## Vardamir Nólimon
Vardamir Nólimon var Elros äldste son och arvinge till konungakronan i Númenor. Hans första namn betyder ”Vardas juvel” och hans andra namn betyder ”mest lärande”; det första skulle på adûnaiska bli ’Zimravrati’. Han är känd som en exemplarisk skolelev och hans enda intressen var att studera, inte härska. Då folket på Númenor fått längre liv dröjde det innan hans fader dog och han kunde överta tronen, och när han gjorde det var han en väldigt gammal man. Han abdikerade efter bara ett år för att hans son, Tar-Amandil skulle bli konung. Han räknas dock som Númenors andra konung och han regerade i ett år. Han dog år 471 i den Andra Åldern. Han fick fyra barn, Tar-Amandil, Vardilmë, Aulendil och Nolondil.

## Tar-Amandil
Tar-Amandil var den tredje konungen över Númenor men dess andra härskare. Tar-Amandils fader, Vardamir Nólimon regerade endast under ett år innan han abdikerade för sin son. Tar-Amandil betyder ”Aman-älskare”, på adûnaiska ”Aphanuzîr”. Tar-Amandil abdikerade år 590 i den Andra Åldern och efterträddes av sin son Tar-Elendil. Han dog år 603 i den Andra Åldern vid 411 års ålder. Han hade tre barn, Tar-Elendil, Eärendur och Mairen.

## Tar-Elendil
Tar-Elendil var Númenors fjärde konung och efterträdde sin fader Tar-Amandil. Han ansågs vara en mycket bra skolelev. Hans namn på quenya betyder ”Alvvän” eller ”Stjärnälskare”: men det är osannolikt att ”Alvvän” gavs som hans då alla númenoraner var alvväner. Namnet ”Elendil” översattes till ”Nimruzîr” på adûnaiska.
Hans äldsta barn var Silmariën, en dotter, och hans andra barn var Isilmë, också en dotter. Silmariën borde ha blivit drottning men Númenors regler hindrade kvinnor från att härska, Tar-Elendil efterträddes då av sitt tredje barn och äldste son, Tar-Meneldur. Han är släkt i rakt nedstigande led med alla Númenors konungar genom hans son. Genom hans äldsta dotter är han släkt med herrarna av Andúnië, konungarna av Gondor och Arnor ända fram till Eldarion. Under Tar-Elendils regeringstid började númenoranerna att kontakta folket i Midgård. Under denna tid seglade Vëantur, kapten över Konungens Skepp till Midgård för första gången. Tar-Elendil dog år 751 i den Andra Åldern, 401 år gammal.

## Tar-Meneldur
Tar-Meneldur var den femte konungen över Númenor. Hans rätta namn var ”Irimon” som på quenya betyder ”lysten”; han var astronom och tog namnet ”Tar-Meneldur” (älskare av himlen) då han blev kung. Hans namn på adûnaiska var ”Ar-Minûlzûr”. Han hade två äldre systrar, Silmariën och Isilmë. Han efterträdde sin fader, Tar-Elendil eftersom kvinnor inte fick härska över Númenor. Tar-Meneldur gifte sig med Almarian och fick tre barn: Anardil, senare känd som Aldarion, Ailinel och Almiel.
Under hans regeringstid kom de att skapa många kontakter i Midgård och bygga de första bosättningarna som sedan skulle bli rikena Gondor och Arnor. Mot slutet av hans regeringstid kom även Sauron att återuppstå i Midgård och ondskan började röra på sig i öster. Han efterträddes av sin son, Tar-Aldarion och dog år 942 i den Andra Åldern, 399 år gammal.

## Tar-Aldarion
Tar-Aldarion var Númenors sjätte konung, han efterträdde sin fader Tar-Meneldur. Han kom att vara borta från Númenor under långa perioder och skapa nära kontakt med Gil-galad och alverna. Det var han som lade grunden till alliansen mellan dúnedain och alverna. Han kom att efterträdas av sin dotter, Tar-Ancalimë, den första drottningen över Númenor.

## Tar-Ancalimë
Tar-Ancalimë var den sjunde härskaren över Númenor och den första drottningen. Hennes namn betyder ”mest lysande”. Hon gifte sig med Hallacar, detta var ett politiskt giftermål. Hon dog år 1285 i den Andra Åldern vid en ålder av 412 år, hon efterträddes av sin son, Tar-Anárion.

## Tar-Anárion
Tar-Anárion var Númenors åttonde härskare och efterträdde sin moder, Tar-Ancalimë. Hans namn betyder ”Solens son”. Han fick först två döttrar men dessa ville av okända anledningar inte bli härskare, därför efterträddes han av sin förstfödda son, Tar-Súrion.

## Tar-Súrion
Tar-Súrion var Númenors nionde härskare och efterträdde sin fader Tar-Anárion. Tar-Súrion hade två äldre systrar men dessa ville av okända anledningar inte bli härskare så därför blev han konung. Hans namn betyder ”vindens son”. Alverna av Eregion smidde Maktens Ringar under hans regeringstid. Han efterträddes av sitt äldsta barn, hans dotter Tar-Telperiën. Genom hans näst äldsta barn, hans son Isilmo, var han farfar till Tar-Minastir.

## Tar-Telperiën
Tar-Telperiën var Númenors andra drottning och efterträdde sin fader, Tar-Súrion. Hon namngavs efter Telperion, Valinors vita träd. Under hennes regeringstid anföll och erövrade Sauron Eregion. Hon gjorde lite åt detta och födde inga arvingar, hennes brorson Tar-Minastir efterträdde henne. Hon dog vid 411 års ålder år 1731 i den Andra Åldern.

## Tar-Minastir
Tar-Minastir var Númenors elfte härskare och efterträdde sin faster, drottning Tar-Telperiën. Han var barnbarn till konung Tar-Súrion och hans namn betyder ”tornväktare”. Under hans regeringstid avancerade Sauron mot Lindon och Vattnadal men Tar-Minastir skickade en flotta under Ciryatur för att rädda Lindon. De lyckades och Sauron retirerade. Han abdikerade år 1869 och efterträddes av sin son Tar-Ciryatan.

## Tar-Ciryatan
Tar-Ciryatan var den tolfte härskaren över Númenor. Han var en skicklig skeppsbyggare och stred i Midgård och tog dess skatter tillbaka till Númenor. Hans namn betyder ”skeppsbyggare” i likhet med ”Círdan”. Han abdikerade år 2029 i den Andra Åldern och efterträddes av sin son, Tar-Atanamir.

## Tar-Atanamir
Tar-Atanamir var känd som Tar-Atanamir den store och han var Númenors trettonde regent. Han efterträdde sin fader, Tar-Ciryatan och hans namn betyder ”människojuvel”. Han var den första konungen att öppet tala illa om valar. Han efterträddes av sin son, Tar-Ancalimon. 

## Tar-Ancalimon
Tar-Ancalimon var Númenors fjortonde regent. Under hans regeringstid splittrades númenoranerna i två olika läger, de som fortfarande var vänner med alverna och valar, de så kallade Elendili, eller ”de trogna” och ”Konungens män”, de som ogillade valar och ville att människorna skulle styra för sig själva. Detta skulle kulminera i Númenors fall, Tar-Ancalimon efterträddes av sin son, Tar-Telemmaitë. 

## Tar-Telemmaitë
Tar-Telemmaitë var Númenors femtonde regent. Han efterträdde sin fader, Tar-Ancalimon och efterträddes av sin dotter, Tar-Vanimeldë. Hans namn betydde ”Silverhänt”, som anspelade på hans girighet efter den värdefulla metallen mithril. 

## Tar-Vanimeldë
Tar-Vanimeldë var Númenors sextonde regent och Númenors tredje drottning. Hon var inte särskilt intresserad av att regera och lämnade ofta över ämbetet till sin make, Herucalmo. Hon regerade under 111 år och när hon dog, år 2637 i den Andra Åldern skulle hennes son, Tar-Alcarin ta makten. Men hennes make, Herucalmo tog över tronen som Tar-Anducal. Detta ansågs dock olagligt och officiellt efterträddes Tar-Vanimeldë av sin son eftersom Tar-Anducal endast regerade i tjugo år.

## Tar-Alcarin
Tar-Alcarin var den sjuttonde regenten över Númenor. Han skulle efterträda sin moder, men när hon dog kom hans fader, Herucalmo att ta över. Efter tjugo år kom han dock att bestiga tronen. Under hans herravälde kom skuggan att falla över Númenor, allt medan Saurons makt i Midgård steg.

## Tar-Calmacil
Tar-Calmacil var Númenors artonde regent. Han efterträdde sin fader, Tar-Alcarin. Han var den första som även tog ett namn på adûnaiska, detta var Ar-Belzagar. Han kom att efterträdas av sin son, Tar-Ardamin. 

## Tar-Ardamin
Tar-Ardamin, på adûnaiska, Ar-Abattârik, efterträdde sin fader Tar-Calmacil. Hans namn betyder på adûnaiska ”den första av världen” och på quenya kan det betyda ”världens pelare”. Han efterträddes av sin son, Ar-Adûnakhôr.

## Ar-Adûnakhôr
Ar-Adûnakhôr var Númenors tjugonde regent. Han motsatte sig valar och tog sitt namn på adûnaiska som hans officiella namn istället för hans namn på quenya, Tar-Herunúmen. Hans namn ansågs väldigt aggressivt då det betydde ”herren av västern”, vilket Manwë kallade sig för. Han efterträddes av sin son, Ar-Zimrathôn.

## Ar-Zimrathôn
Ar-Zimrathôn efterträdde sin fader som den tjugoförsta regenten över Númenor. Liksom hans fader motsatte han sig valar och tog hans namn på adûnaiska som hans officiella namn. Hans namn betyder ”juvelsamlaren”. Ar-Zimrathôn regerade över Númenor under 71 år innan han efterträddes av sin son, Ar-Sakalthôr.

## Ar-Sakalthôr
Ar-Sakalthôr var Númenors tjugoandra regent. Han fortsatte att motsätta sig valar liksom kungarna innan honom. Han regerade över Númenor under 69 år innan han efterträddes av sin son, Ar-Gimilzôr. 

## Ar-Gimilzôr
Ar-Gimilzôr var Númenors tjugotredje regent. Under sin regeringstid började han förfölja ”de trogna” som var alvernas vänner och alviska förbjöds som språk. Ar-Gimilzôrs fru, Inzilbêth var i hemlighet en alvvän och genom henne fortsatte deras son att vara en alvvän. 

## Tar-Palantir
Tar-Palantir var den tjugofjärde regenten över Númenor. Han såg att mörkret spred sig över Númenor och insåg att om de fortsatte som de gjorde skulle deras rike gå under. Hans dotter Míriel skulle bli den rättmätiga regenten över Númenor men Ar-Pharazôn gifte sig med henne och tog över makten.

## Ar-Pharazôn
Ar-Pharazôn var Númenors tjugofemte och sista regent. Under hans herravälde hade Saurons makt spridit sig över nästan hela Midgård. Han ansåg det som sin rätt att regera över Midgård och landsteg med den största armén som fanns på den tiden. Sauron insåg att han inte skulle vinna och tillät sig bli fånge och fördes tillbaka till Númenor. Men efter ett tag började Sauron korrumpera Ar-Pharazôn och blev till slut dennes rådgivare. Sauron fick númenoranerna att börja dyrka Melkor. Han övertalade sedan Ar-Pharazôn att anfalla Valinor för att hans folk skulle bli odödliga, precis som alverna. Men när Ar-Pharazôn landsteg i Valinor drabbades númenoranerna av valars vrede och hela Númenor sjönk i havet och alla dränktes, förutom de som var trogna valar. Dessa flöt iland på Midgård och grundade Arnor och Gondor.